# Пиштало, Владимир
Владимир Пиштало (серб. Владимир Пиштало, 1960, Сараево, тогда Социалистическая Федеративная Республика Югославия) – сербский писатель.

## Биография
Окончил юридический факультет Белградского университета. Защитил докторскую диссертацию по самоидентификации сербских иммигрантов в университете Нью-Гэмпшира. Преподает в Becker College в Вустере. Дебютировал как прозаик в 1981.
В настоящее время – директор Национальной библиотеки Сербии: https://www.nb.rs/pages/article.php?id=33169 Архивная копия от 24 апреля 2021 на Wayback Machine

## Произведения
- Сликовница (1981)
- Ноћи (1986)
- Манифести, эссе (1986)
- Корто Малтезе, повесть (1987)
- Крај века (1990)
- Витраж памяти/  Витраж у сећању, книга рассказов (1994)
- Рассказы со всего мира/ Приче из целог света, книга рассказов (1997)
- Александрида, роман-биография Александра Македонского (1999)
- Миллениум в Белграде/ Миленијум у Београду, роман  (2000, фр. пер. 2008, нем. пер. 2011)
- О чуде/ О чуду, роман (2002)
- Тесла, портрет међу маскама, роман-биография (2008, премия журнала НИН, премия Национальной библиотеки Сербии)
- Венеция/  Венеција (2011, премия Кочићево перо)

## Издания на русском языке
- Никола Тесла. Портрет среди масок. СПб.: Азбука, 2010